# Escola do Porto

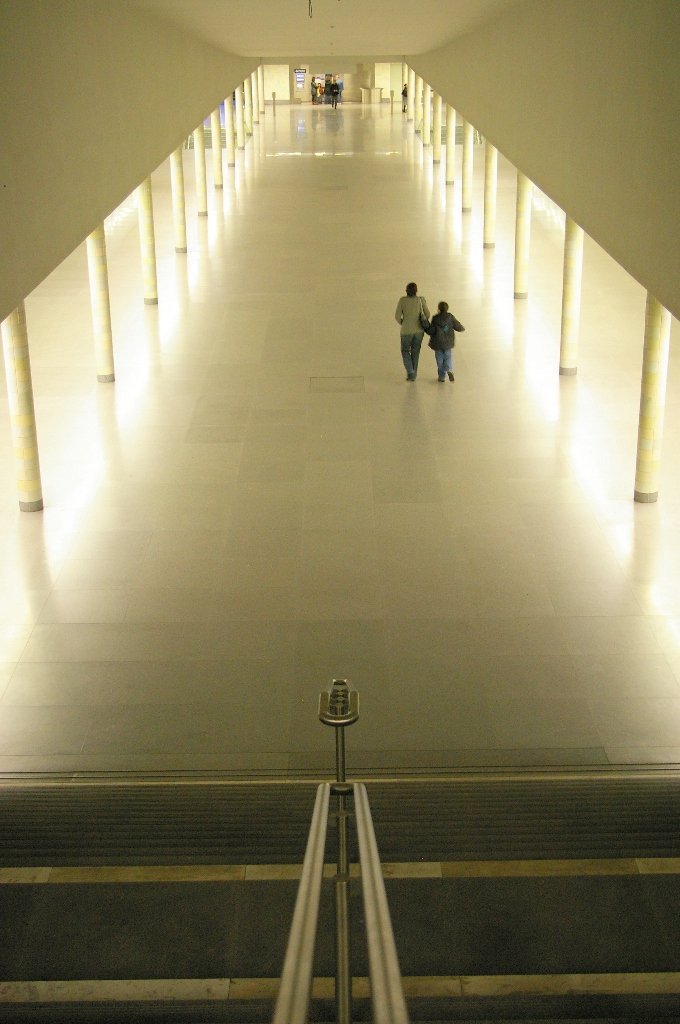
Estação de metro de São Bento, de Siza Vieira.

A Escola do Porto é uma corrente de arquitetura moderna e contemporânea em Portugal. Alicerçada na formação da Escola Superior de Belas-Artes do Porto e da Faculdade de Arquitetura da Universidade do Porto, é uma das mais influentes correntes da história da arquitetura portuguesa. As suas principais figuras, Fernando Távora, Álvaro Siza Vieira, e Eduardo Souto de Moura, são dos arquitetos portugueses com maior reconhecimento internacional.
É a efetiva expressão da arquitetura moderna em Portugal. Caracteriza-se sobretudo pela importância atribuída à contextualização e conciliação da funcionalidade e minimalismo do movimento modernista ao contexto local e histórico de cada obra e às raízes da arquitetura popular portuguesa. A primeira obra unanimemente reconhecida como pertencente à Escola foi projetada em 1953, embora as suas origens possam ser traçadas a partir do início do século XX.

## Antecedentes
O ensino da Arquitetura como um curso independente inicia-se na cidade do Porto em 1911, na Escola de Belas Artes do Porto. José Marques da Silva, um dos arquitetos de maior renome nos inícios do século XX, foi docente na escola entre 1906 e 1939, além de seu diretor durante 15 anos. A sua influência na instituição fez-se sentir através da transmissão da importância do desenho e do seu rigor no processo criativo de arquitetura, tal como da relevância da função e da utilidade dos espaços a conceber, matriz de ensino provavelmente influenciada pela sua formação parisiense em Belas-Artes com Julien Guadet. No entanto, nota-se que a sua conceção da arquitetura foi concretizada na sua obra e pedagogia de uma forma anacrónica, desfasada da revolução do Movimento Moderno, o que frequentemente subvaloriza a sua importância como antecedente da Escola do Porto.
Coube a Carlos Ramos, professor da ESBAP durante trinta anos e seu diretor entre 1952 e 1967, a honra de ser o "introdutor da contemporaneidade na Escola", nas palavras de Álvaro Siza Vieira. Para além de imprimir uma atitude de abertura à inovação criativa e à própria cidade do Porto, Carlos Ramos foi também responsável por chamar para a ESBAP um grupo de professores que influenciaram profundamente as gerações seguintes: Mário Bonito, Fernando Távora e Álvaro Siza, em Arquitetura; Barata Feyo e Júlio Resende que se juntaram aos chamados Quatro Vintes (José Rodrigues, Ângelo de Sousa, Armando Alves e Jorge Pinheiro), em Belas Artes. Para além de serem pessoas muito viajadas — numa época em que o acesso às novidades era difícil —, em comum todos tinham uma atividade criativa regular, na qual envolviam também os alunos, transformando a escola nos seus ateliês.
Não obstante a modernização que introduziu na ESBAP, Carlos Ramos não abandonou os princípios basilares deixados por Marques da Silva, reforçando e desenvolvendo a importância do desenho e a metodologia do ensino-atelier. No entanto, pese a sua influência pedagógica na Escola, Carlos Ramos não concretizou em teoria escrita ou projetos de obra os caminhos de desenvolvimento da arquitetura portuguesa que os seus discentes viriam a trilhar. Segundo Fernando Távora, Carlos Ramos “amava abrir caminhos, mais do que indicar caminhos”.

## História

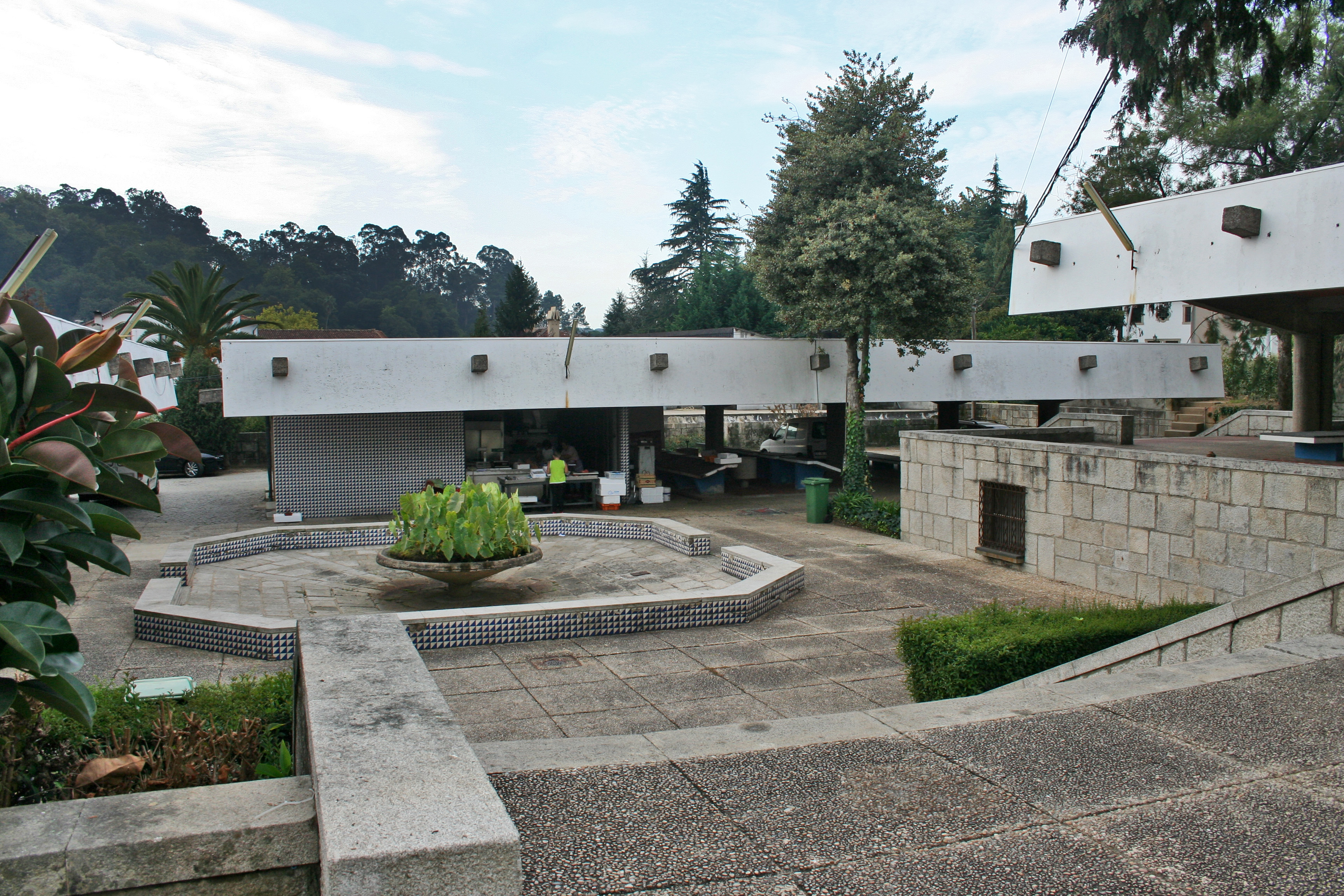
Mercado Municipal de Santa Maria da Feira

Para Eduardo Souto de Moura, “Távora é o pai da escola do Porto, mas bisavô da Europa. É uma figura histórica e universal”. Fernando Távora frequentou a formação de Arquitetura da ESBAP, iniciando-a com o Curso Especial em 1941, e complementando-a com um Curso Superior a partir de 1945. Nesse período, vai desenvolvendo através de ensaios uma construção teórica que tem a sua culminação prática no projeto do Mercado Municipal de Santa Maria da Feira em 1953.
A obra exemplifica a sua preocupação em desenvolver e conciliar o Modernismo com o contexto local e histórico, contribuindo para a sua defesa da Arquitetura enquanto resposta às necessidades sociais do "Homem de hoje" e enquanto uma prática necessariamente inserida num determinado meio (social, económico, climatérico). O Mercado pode ser entendido como a primeira obra da Escola, onde se lançam as sementes para os próximos projetos de Távora (Casa de Ofir, Pavilhão de Ténis da Quinta da Conceição) e para a génese da verdadeira identidade da Escola do Porto.
Álvaro Siza Vieira estagia com Fernando Távora entre 1955 e 1958 após ter sido seu aluno na ESBAP. Siza recorda Távora como sendo a primeira pessoa dentro da escola a reconhecer em si talento - Siza descreve o seu desempenho académico na escola até então como muito medíocre. A partir de 1958, lança-se individualmente em definitivo com os projetos de Leça de Palmeira (Casa de Chá da Boa Nova, Piscinas de Marés, piscina da Quinta da Conceição), alguns iniciados enquanto trabalhara com Távora.
Nestas obras, Siza prossegue e aprofunda o diálogo entre os modelos modernistas e a arquitetura popular portuguesa, e a importância do diálogo com o sítio, embora com diferenças em relação a Távora. Com Siza, a contextualização do edificado não subentende necessariamente a sua harmonização com a envolvente. Ao invés, o aspeto exterior da obra é entendido como a demonstração de uma postura do arquiteto face à envolvente: onde impera a força do sítio, minimiza-se o seu impacto na paisagem (Piscinas das Marés); onde a envolvente é pouco qualificada, encerra-se marcadamente o edifício, apostando-se na interioridade (Cooperativa de Lordelo ou Casa Rocha Ribeiro).
Este desenvolvimento individual de Siza juntamente com o seu crescente reconhecimento internacional colocou o arquiteto num patamar diferente dos seus contemporâneos e levou-o a um progressivo distanciamento da ESBAP - Siza Vieira chega a ser contratado como professor assistente na ESBAP em 1966, mas demite-se em 1969 devido à saída de Carlos Ramos e às sucessivas crises pedagógicas e políticas que a instituição atravessava. A morte de Ramos em 1969, juntamente com as convulsões académicas de 1968 e 1969, atiraram a escola para uma estagnação da qual só saiu após a Revolução dos Cravos em 1974, quando a tensão acumulada de anos de resistência ao regime é libertada durante o Processo Revolucionário em Curso.

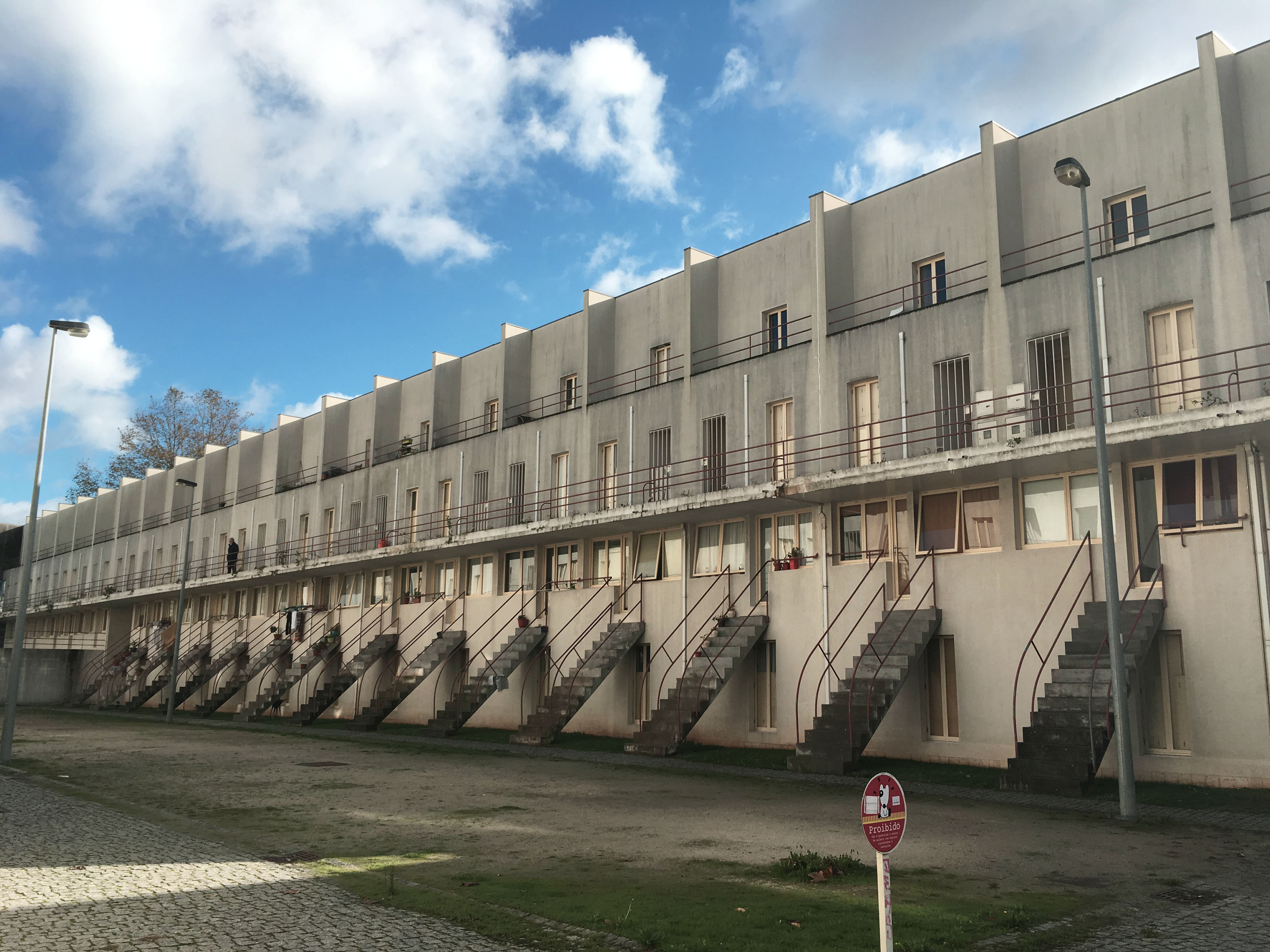
Bairro da Bouça, Porto

Com efeito, a participação no Serviço de Apoio Ambulatório Local (SAAL) marcou profundamente a Escola do Porto. O SAAL foi um programa estatal de construção de habitação social criado após a revolução que se propôs a colmatar as necessidades habitacionais de populações desfavorecidas em Portugal. A sua metodologia, assente na interação direta de brigadas técnicas de arquitetos com a população a ser realojada organizada em associações de moradores, torna o SAAL num momento ímpar na história da arquitetura portuguesa. A necessidade de economias devido à situação económica do país e do próprio SAAL assentou bem com a atitude modernista da racionalidade e funcionalismo que servira de inspiração para a Escola. A principal marca das operações na cidade é o bairro da Bouça, da autoria de Álvaro Siza Vieira.
O envolvimento de arquitetos formados (ou em processo de formação) na ESBAP nas brigadas do SAAL significou um alargamento da escala à qual estes normalmente trabalhavam. A abordagem da Escola do Porto sempre encontrou melhor refúgio em projetos de menor dimensão e complexidade programática, onde as considerações devidas à conciliação do edificado com a envolvente e a busca de referências na arquitetura popular portuguesa mais facilmente se desenvolvem. A escala do SAAL era outra - ambicionava-se a construção de 11 500 fogos em 33 operações espalhadas pela cidade.

A força do associativismo dos moradores no Porto durante o efectivo vazio de poder do PREC tornava possível que as operações fossem mais do que a mera construção de habitações - parques, creches e outros equipamentos começavam a ser pensados puramente a partir da interação entre arquitetos e moradores. O carácter socialista e revolucionário das operações SAAL foi abertamente defendido. A derrota desta corrente política após os acontecimentos de 25 de novembro facilitou o desmantelamento do SAAL e a consequente interrupção de muitas das suas operações - apenas 370 fogos chegaram a ser construídos no Porto. O processo deixou marcas na ESBAP e na identidade coletiva da Escola, que encontrara no SAAL uma razão essencial de existência. 

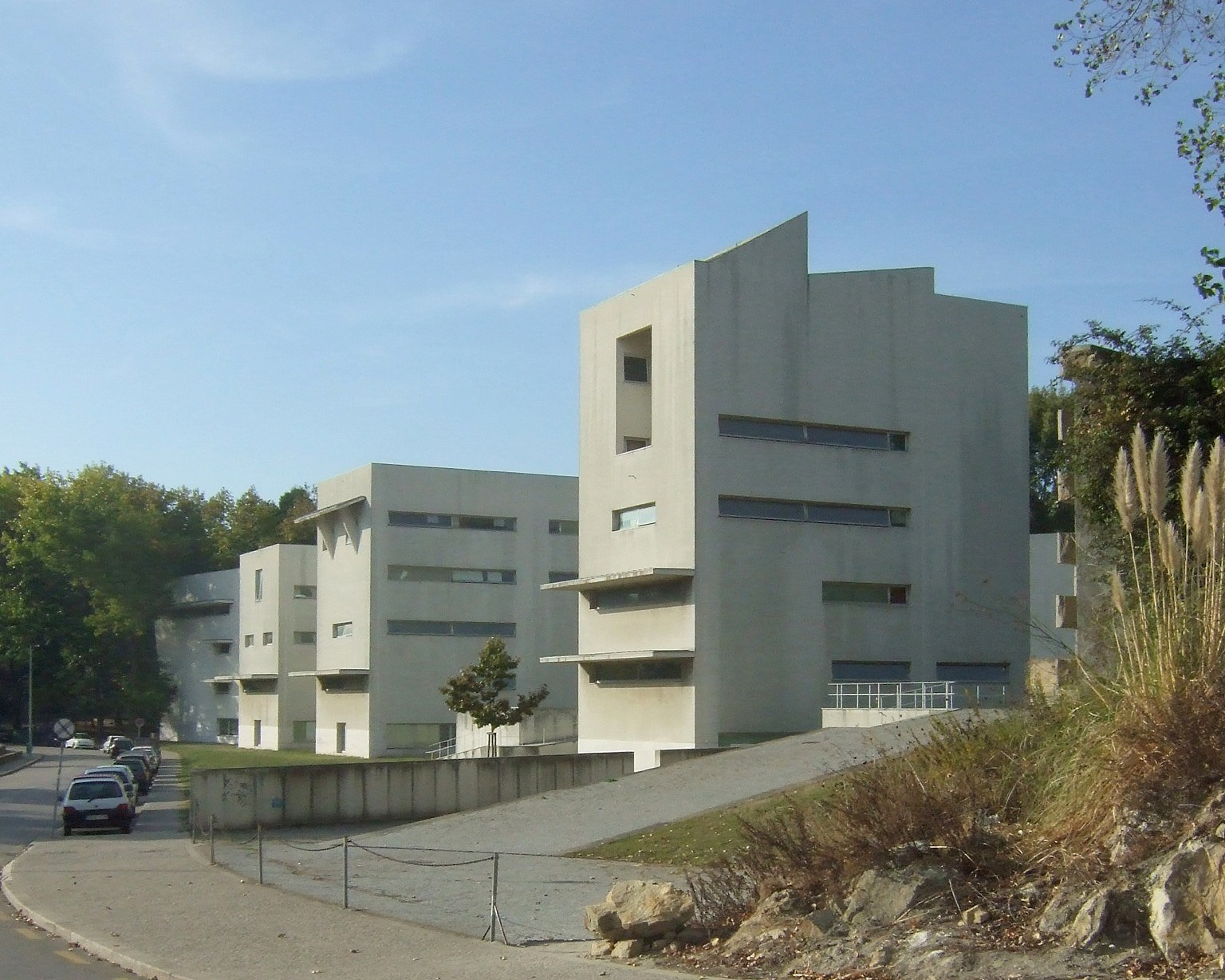
Faculdade de Arquitetura da Universidade do Porto

O grande desenvolvimento da iniciativa privada na habitação a partir dos anos 80 favoreceu a construção de edificado geralmente tipificado e estereotipado, em blocos ou torres cuja volumetria e implantação se encontram desligadas da envolvente. Os arquitetos portuenses de referência, não se revendo nesta tendência geral, apenas encontraram oportunidades de projeto em Portugal em moradias destinadas para a classe alta ou edifícios públicos (como o edifício da Câmara Municipal de Matosinhos, de Alcino Soutinho). Tal se verifica especialmente na obra de Eduardo Souto de Moura, arquiteto que inicia a sua atividade nesta altura, que tem como principais primeiras obras o Mercado do Carandá, em Braga, e a Casa das Artes, no Porto. De ambas ressalta a atitude de contenção no seu carácter exterior, principalmente através da utilização de muros que as escondem da envolvente.
Também nos anos 1980 se deu a trasladação do curso de Arquitetura da Escola de Belas Artes para uma nova instituição própria: a Faculdade de Arquitetura da Universidade do Porto (FAUP). A faculdade foi projetada por Álvaro Siza Vieira e situa-se no Pólo do Campo Alegre da Universidade, num local panorâmico sobre o rio Douro e adjacente a uma quinta do século XIX. A nova escola sintetiza os princípios fundamentais da Escola - a força do sítio faz Siza abrir o complexo, fragmentando-o em vários volumes, mas procura encontrar justificação para “as dimensões, as alturas e mesmo o ritmo – relação espaço-volume – dos pavilhões”, tal como “as proporções e o alinhamento dos edifícios” na casa da quinta adjacente.

## Legado

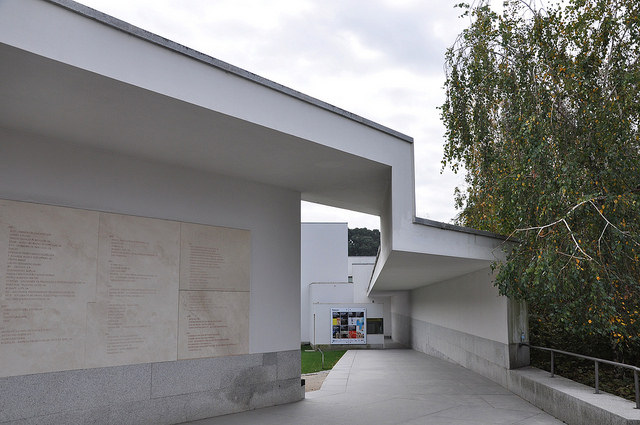
Museu de Arte Contemporânea de Serralves, Porto

O impacto da Escola do Porto continua a fazer-se sentir na cidade através de obras como o Museu de Serralves (Siza Vieira), o Metro do Porto (maioria das estações por Souto de Moura), a renovada Avenida dos Aliados (Siza e Souto de Moura) e as requalificadas pousada do Palácio do Freixo ou Antiga Casa da Câmara (Fernando Távora). O Museu da Faculdade de Belas Artes da Universidade do Porto, e a Casa da Arquitetura, em Matosinhos, são as principais instituições da cidade com o papel da divulgação da Escola e da arquitetura na cidade do Porto em geral.
O curso da Arquitetura da FAUP continua a ser dos mais procurados do país devido à sua reputação e método de ensino, tendo a média de acesso mais elevada na sua área. Docentes da FAUP participaram na criação dos cursos de Arquitetura da Universidade de Coimbra e do Minho nos anos 90.
Álvaro Siza Vieira, em 1992, e Eduardo Souto de Moura, em 2011, foram galardoados com o Prémio Pritzker, considerado o "Nobel da Arquitetura".

## Arquitetos notáveis
Alguns dos principais representantes da Escola do Porto:
- Adalberto Dias
- Alcino Soutinho
- Alexandre Alves Costa
- Álvaro Siza Vieira
- Arménio Losa
- Eduardo Souto de Moura
- Fernando Távora
- Pedro Ramalho
- Sérgio Fernandez
- Viana de Lima